# Плавающий бронетранспортёр

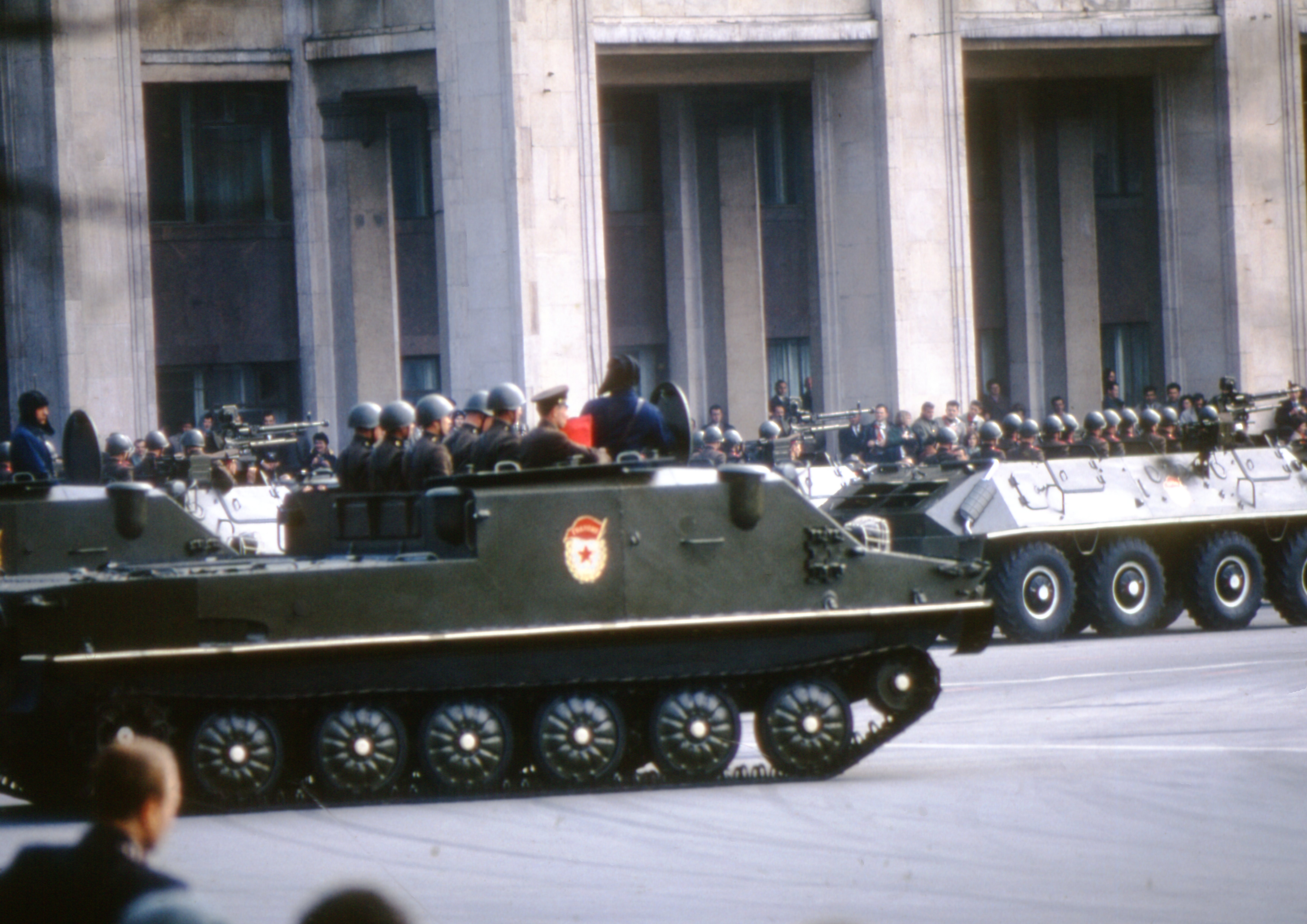
Плавающие броневые транспортёры, БТР-50, на переднем плане (на заднем плане — БТР-60), парад, Москва, 1 мая 1964 года, съёмка Т. Т. Хэммонда.

Плавающий броневой транспортёр — разновидность лёгкого вооружения и военной техники (ВВТ, в том числе и бронетанковой), способная сходу, без дополнительной подготовки, форсировать водные преграды различного характера (реки, озёра, заливы) и использоваться в морских десантных операциях в качестве десантно-высадочных средств. 
В литературе некоторыми применяются следующие словосочетания и сокращения — Плавающий бронетранспортёр, ПБТР, БТР-П. Практически все современные броневые транспортёры проектируются плавающими, а некоторые десантируемыми (БТР-Д и так далее) и авиатранспортабельными (смотреть → Транспортная авиация).

## История
В процессе развития цивилизаций, совершенствовалось и их военное дело. Для большей мобильности формирований вооружённых сил государств создавались и применялись различные виды и типы ВВТ. Первыми в создании плавающего броневого ТР отмечены изобретатели Союза ССР, ими был сконструирован БТР-50 и его модификации, до сих пор использующийся в вооружённых силах многих государств мира. 

## Разновидности

### По предназначению
В зависимости от функционального предназначения плавающие броневые транспортёры делятся на:
- Плавающие бронетранспортёры сухопутных войск (серии БТР и ПСЗХ) — предназначены для форсирования рек, озёр и других водных преград на сухопутном театре военных действий. Вооружены крупнокалиберными пулемётами. Плавучесть является немаловажным, но второстепенным качеством по отношению к совокупности ходовых качеств, к которым относятся: максимальная скорость движения по дороге и пересечённой местности, время разгона с места до максимальной скорости, высота преодолеваемой стенки, ширина преодолеваемой траншеи, высота угла вертикального подъёма, глубина преодолеваемого брода, запас хода по различной местности, запас топлива, расход топлива и тому подобные параметры и качественные характеристики.
- Плавающие (или амфибийные) бронетранспортёры морской пехоты (серии LVTP и AAV) — предназначены для десантирования методом приводнения с аппарели десантных кораблей и последующих действий в прибрежной зоне. По сути своей представляют боевые машины пехоты. Стрелково-пушечное вооружение представлено автоматическими пушками, автоматическими станковыми гранатомётами и пулемётами. Мореходные качества являются превалирующими над всеми остальными, так как основная задача боевой техники такого рода — предельно быстрая и безаварийная доставка десанта к берегу при различной бальности волнения водной поверхности, удалении корабля-носителя от береговой линии и других факторах, которые не зависят от ходовых качеств указанной техники.

Первые из указанных (типа БТР) распространены в постсоветских странах и бывших социалистических странах и странах социалистической ориентации, которые на протяжении длительного времени являлись и продолжают оставаться пользователями советского и российского вооружения и военной техники. Вторая категория (типа LVTP и AAV) более распространена в США и странах НАТО.

### По способу обеспечения плавучести

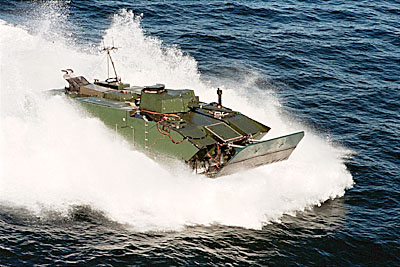
EFV — пример глиссирующего бронетранспортёра

В зависимости от типа движителя и способа поддержания на воде плавающие бронетранспортёры делятся на:
- водоизмещающие (скорость на плаву 10—16 км/ч)
- глиссирующие (50—60 км/ч)
- на подводных крыльях (55—65 км/ч)
- на воздушной подушке (75—130 км/ч)

К настоящему времени военной промышленностью различных стран мира производились серийно только первые из указанных (водоизмещающие плавающие бронетранспортёры). В ограниченном количестве выпускались принятые на вооружение, но не пошедшие в серию глиссирующие модели. Все остальные варианты плавающих бронетранспортёров по типу движителя существовали в единичных или нескольких экземплярах, изготовленных в экспериментальном порядке для испытаний (подробнее об образцах плавающей бронетехники на подводных крыльях и на воздушной подушке, а также глиссирующих моделях см. ARC, LVA, EFV; о советских опытах в сфере разработки подлетающей бронетехники, способной пересекать затопленные и заболоченные участки местности см. БМВП).